# Куракин, Антон
А́нтон Кура́кин (латыш. Antons Kurakins; род. 1 января 1990, Рига) — латвийский футболист, защитник. Выступал за сборную Латвии.

## Клубная карьера
Начинал карьеру в клубах первой лиги Латвии. В высшей лиге дебютировал в 2008 году в составе клуба «Блазма», за который сыграл 30 матчей. В том же году Куракин подписал контракт с шотландским «Селтиком», где стал игроком молодёжной команды. В апреле 2010 года был отдан в короткосрочную аренду в клуб «Брихин Сити», за который сыграл два матча в третьем дивизионе Шотландии. Во второй части сезона 2010/11 на правах аренды выступал за клуб четвёртой по значимости лиги «Странраер».
После окончания аренды, покинул «Селтик», так и не сыграв за основную команду ни одного матча, и вернулся в Латвию, где подписал контракт с клубом «Вентспилс». В новом клубе Куракин сразу же стал одним из основных игроков и провёл в «Вентспилсе» около четырёх лет, в течение которых трижды выигрывал чемпионат и дважды Кубок Латвии. Летом 2015 года вновь отправился в Шотландию, где подписал контракт с клубом высшей лиги «Гамильтон Академикал». В сезоне 2015/16 сыграл 35 матчей в Премьер-лиге, однако в начале следующего сезона игрок покинул клуб, после чего около полугода находился в статусе свободного агента. Перед началом сезона 2017 в Латвии, присоединился к клубу «Рига».

## Карьера в сборной
Дебютировал за сборную Латвии 5 марта 2014 года в товарищеском матче против сборной Македонии, в котором провёл на поле все 90 минут.

## Достижения
«Вентспилс»
- Чемпион Латвии (3): 2011, 2013, 2014
- Обладатель Кубка Латвии (2): 2010/11, 2012/13

«Рига»
- Чемпион Латвии (3): 2018, 2019, 2020
- Обладатель Кубка Латвии: 2018